# Pacifik (televizijska serija)
Pacifik (eng. The Pacific) je televizijska mini-serija iz 2010. godine koju su producirali HBO, Seven Network Australia, Sky Movies, Playtone i DreamWorks, a koja je svoju premijeru u SAD-u imala 14. ožujka 2010. godine.
Pacifik se smatra sestrinskom serijom Združene braće, a radnja je fokusirana na američke marince i njihove akcije na pacifičkoj fronti tijekom Drugog svjetskog rata. I dok je serija Združena braća pratila isključivo jedan vod (506. padobransku pješačku pukovniju) kroz fronte u Europi, serija Pacifik fokusirana je na iskustva tvojice Marinaca (Eugena Sledgea, Roberta Leckieja i Johna Basilonea) koji su se svi nalazili u različitim postrojbama. 
Glavni scenarist serije Pacifik je Bruce McKenna (također i ko-izvršni producent), jedan od glavnih pisaca serije Združena braća. Hugh Ambrose, sin autora Združene braće Stephena Ambrosea, na ovom je projektu radio kao savjetnik.

## Radnja
Serija Pacifik prvenstveno je temeljena na memoarima dvojice američkih marinaca: With the Old Breed: At Peleliu and Okinawa autora Eugenea Sledgea i Helmet for My Pillow autora Roberta Leckieja. Radnja serije vrti se oko dvojice autora i trećeg kolege marinca Johna Basilonea, a sve u jeku rata s Japanom. Serija je djelomično temeljena na knjizi China Marine autora Sledgea i memoarima Red Blood, Black Sand autora Chucka Tatuma, Marinca koji se borio s Basiloneom na Iwo Jimi.
Serija sadržava mnoštvo scena dobro poznatih bitaka iz Japana u kojima je sudjelovala prva divizija marinaca kao što su Guadalcanal, Cape Gloucester, Peleliu i Okinawa kao i Basiloneovu involviranost u bitci za Iwo Jimu.
Povjesničar Hugh Ambrose, sin autora Združene braće Stephena E. Ambrosea, napisao je knjigu za mini-seriju u kojoj su glavni likovi Basilone i Sledge koji se pojavljuju u seriji; knjiga također sadržava priču o Sledgeovom bliskom prijatelju Sidneyju Phillipsu i dvojici muškaraca koji se ne pojavljuju u seriji - marincu Austinu Shofneru i američkom mornaričkom pilotu Vernonu Micheelu. Ostala glumačka postava u seriji pruža široki pogled na pacifičku ratnu frontu dok sama knjiga uključuje pad Filipina, Midwayja, filipinskog mora i Luzona te širi svoju naraciju na opise iskustava ratnih zarobljenika, starijih oficira i mornaričke avijacije. Knjiga je u Velikoj Britaniji i SAD-u objavljena u ožujku 2010. godine.

## Glumačka postava
- James Badge Dale – Robert Leckie
- Joseph Mazzello – Eugene "Malj" Sledge
- Jon Seda – John Basilone
- Ashton Holmes – Sidney "Sid" Phillips
- William Sadler – Lewis "Chesty" Puller
- Jon Bernthal – Manuel "Manny" Rodriguez
- Jacob Pitts – Bill "Hoosier" Smith
- Keith Nobbs – Bud "Runner" Conley
- Josh Helman – Lew "Chuckler" Juergens
- Henry Nixon – Hugh Corrigan
- Rami Malek – Merriell "Snafu" Shelton
- Brendan Fletcher – Pfc. Bill Leyden
- Martin McCann – R.V Burgin
- Dylan Young – Jay De L'Eau
- Andrew Lees – Robert Oswalt
- Scott Gibson – Andrew Haldane[8]
- Gary Sweet – Elmo "Gunny" Haney
- Joshua Bitton – J. P. Morgan
- Toby Leonard Moore – Stone
- Nathan Corddry – Loudmouth
- Cariba Heine – Phyllis
- Matt Craven – Dr. Grant
- Damon Herriman – Merrin
- Dwight Braswell – Clifford "Steve" Evanson[5]
- Ben Esler – Charles "Chuck" Tatum[5]
- Joshua Close – Major Edward Sledge
- Noel Fisher – Hamm
- Chris Foy – Tony "Kathy" Peck
- Leon Ford – Edward "Hillbilly" Jones
- Freddie Joe Farnsworth – "Stumpy" Stanley
- Sandy Winton – Jameson
- Tom Budge – Ronnie "The Kid" Gibson
- Richard Cawthorne – Perle
- Anna Torv – Virginia Grey
- Claire van der Boom – Stella
- Ashley Zukerman – Lt. Mac
- Caroline Dhavernas – Vera Keller
- Annie Parisse – Lena Mae Riggi Basilone
- Catherine McClements – Catherine Leckie
- Isabel Lucas – Gwen
- Penny McNamee – Hope
- Brandon Keener – Charles Dunworthy

## Produkcija
Mini-seriju Pacifik producirali su Steven Spielberg, Tom Hanks i Gary Goetzman u suradnji s HBO-om, Playtoneom, Dreamworksom, Seven Network i Sky Movies. Tvrtka Seven investirala je u projekt kako bi dobila prava na prikazivanje serije u Australiji. Tvrtka Nine Network ranije je prikazivala mini-seriju Združena braća u produkciji HBO-a. Ta televizijska mreža otkupila je prava na prijenose HBO-ove produkcije od njezine sestrinske tvrtke Warner Bros., ali nakon toga je HBO sam počeo distribuirati svoje proizvode.
U travnju 2007. godine producenti su otvorili produkcijski ured u Melbourneu i započeli s audicijama.
Snimanje serije u Australiji započelo je 10. kolovoza 2007. godine i završilo kasnog svibnja 2008. godine.
Glazbu za mini-seriju skladali su Hans Zimmer, Geoff Zanelli i Blake Neely, a službeni soundtrack pušten je u prodaju 9. ožujka 2010. godine. Svoju premijeru serija je imala 14. ožujka u SAD-u na HBO-u.

### Budžet serije
Originalno je zamišljeno da će produkcija projekta koštati 100 milijuna dolara, ali je na kraju cifra troškova iznosila preko 200 milijuna dolara čime je Pacifik postala najskuplja televizijska mini-serija ikada snimljena.
Prema navodima novina The Malaysian Insider serija je koštala 270 milijuna dolara od čega su otprilike 134 milijuna dolara potrošena samo u Australiji. Australske novine Herald Sun procijenile su da je snimanje serije otvorilo preko četiri tisuće radnih mjesta i donijelo oko 180 milijuna dolara australskom gospodarstvu.

## Nagrade i nominacije

### Emmy
Serija Pacifik nominirana je u dvadeset i tri kategorije za prestižnu televizijsku nagradu Emmy, a osvojila ih je osam.
| Kategorija                                                          | Nominirani | Epizoda         | Rezultat   |
| ------------------------------------------------------------------- | --- | --------------- | ---------- |
| Najbolja scenografija za mini-seriju ili film                       | Anthony Pratt, Dominic Hyman, Richard Hobbs, Scott Bird, Jim Millet, Rolland Pike, Lisa Thompson |                 | Pobjeda    |
| Najbolji casting za mini-seriju, film ili posebni program           | Meg Liberman, Camille H. Patton, Christine King, Jennifer Euston, Suzanne M. Smith |                 | Pobjeda    |
| Najbolja fotografija za mini-seriju ili film                        | Remi Adefarasin | Peti nastavak   | Nominacija |
| Najbolja fotografija za mini-seriju ili film                        | Stephen F. Windon | Deveti nastavak | Nominacija |
| Najbolja kostimografija za mini-seriju, film ili posebni program    | Penny Rose, Ken Crouch | Treći nastavak  | Nominacija |
| Najbolja režija za mini-seriju, film ili posebni program            | David Nutter, Jeremy Podeswa | Osmi nastavak   | Nominacija |
| Najbolja montaža slike za mini-seriju ili film                      | Edward A. Warschilka | Peti nastavak   | Nominacija |
| Najbolja montaža slike za mini-seriju ili film                      | Alan Cody | Osmi nastavak   | Nominacija |
| Najbolja montaža slike za mini-seriju ili film                      | Alan Cody, Marta Évry | Deveti nastavak | Nominacija |
| Najbolja uvodna špica                                               | Steve Fuller, Ahmet Ahmet, Peter Frankfurt, Lauren Hartstone |                 | Nominacija |
| Najbolja šminka za mini-seriju ili film                             | Chiara Tripodi, Toni French |                 | Pobjeda    |
| Najbolja prostetska šminka za mini-seriju, film ili posebni program | Jason Baird, Sean Genders, Gregory Nicotero, Jac Charlton, Chad Atkinson, Ben Rittenhouse |                 | Pobjeda    |
| Najbolja originalna glazba za mini-seriju, film ili posebni program | Blake Neely, Geoff Zanelli, Hans Zimmer | Deseti nastavak | Nominacija |
| Najbolja mini-serija                                                | Steven Spielberg, Tom Hanks, Gary Goetzman, Tony To, Graham Yost, Eugene Kelly, Bruce McKenna, Cherylanne Martin, Todd London, Steven Shareshian, Tim Van Patten, George Pelecanos, Robert Schenkkan |                 | Pobjeda    |
| Najbolja montaža zvuka za mini-seriju, film ili posebni program     | Tom Bellfort, Benjamin L. Cook, Daniel S. Irwin, Hector C. Gika, Charles Maynes, Paul Aulicino, John C. Stuver, David Williams, Michelle Pazer, John Finklea, Jody Thomas, Katie Rose                | Peti nastavak   | Pobjeda    |
| Najbolja montaža zvuka za mini-seriju, film ili posebni program     | Andrew Ramage, Michael Minkler, Daniel Leahy | Drugi nastavak  | Pobjeda    |
| Najbolja montaža zvuka za mini-seriju, film ili posebni program     | Andrew Ramage, Michael Minkler, Daniel Leahy, Craig Mann | Peti nastavak   | Nominacija |
| Najbolja montaža zvuka za mini-seriju, film ili posebni program     | Gary Wilkins, Michael Minkler, Daniel Leahy, Marc Fishman | Osmi nastavak   | Nominacija |
| Najbolja montaža zvuka za mini-seriju, film ili posebni program     | Gary Wilkins, Michael Minkler, Daniel Leahy | Deveti nastavak | Nominacija |
| Najbolji specijalni efekti za mini-seriju, film ili posebni program | John E. Sullivan, Joss Williams, David Taritero, Peter Webb, Dion Hatch, John P. Mesa, Jerry Pooler, Paul Graff                                                                                      | Prvi nastavak   | Nominacija |
| Najbolji specijalni efekti za mini-seriju, film ili posebni program | John E. Sullivan, Joss Williams, David Taritero, David Goldberg, Angelo Sahin, Marco Recuay, William Mesa, Chris Bremble, Jerry Pooler                                                               | Peti nastavak   | Pobjeda    |
| Najbolji scenarij za mini-seriju, film ili posebni program          | Robert Schenkkan, Michelle Ashford | Osmi nastavak   | Nominacija |
| Najbolji scenarij za mini-seriju, film ili posebni program          | Bruce C. McKenna, Robert Schenkkan | Deseti nastavak | Nominacija |

## Vanjske poveznice
- Službena UK stranica  Arhivirana inačica izvorne stranice od 15. veljače 2013. (Wayback Machine)
- Službena SAD stranica
- Službena australska stranica[neaktivna poveznica]
- Pacifik u internetskoj bazi filmova IMDb-a
- Službena stranica veterana Sidneyja Phillipsa koji se pojavljuje u Pacifiku. Pristupljeno 22. ožujka 2010.
- Pacifik Wiki